# Helvetia Sacra
Das von 1964 bis 2007 erschienene Handbuch Helvetia Sacra erfasst  systematisch die katholischen Institutionen der Schweiz. Es beschreibt sie historisch von ihrer Gründung bis zur Aufhebung (respektive bis heute), wobei vor allem institutionelle Gesichtspunkte berücksichtigt werden. Der erste Band erschien 1972, der Abschlussband mit dem Index 2007. Insgesamt ca. 20'000 Seiten sind in 28 Bänden bzw. 34 Teilbänden von 233 Autoren aus der Schweiz und dem Ausland erarbeitet worden und beschreiben die Geschichte von ca. 1000 kirchlichen Institutionen mit 24'500 biographischen Notizen zu deren Oberen.

## Zielsetzung des Werkes
Die Helvetia Sacra stellt die Geschichte der Bistümer, Kollegiatstifte, Klöster und Konvente der Schweiz dar. Kurzbiographien der Oberen ergänzen diese Beschreibungen. Tiefergehende historische Recherchen werden mit den darin enthaltenen Bibliographien und Verzeichnissen archivalischer Quellen ermöglicht.
Mit dem Jahr 1874 endet die Erfassung der Institutionen, denn seit diesem Jahr verbot die schweizerische Bundesverfassung die Gründung neuer Klöster und die Errichtung neuer Bistümer ohne die Genehmigung des Bundes. Obwohl die beiden Verfassungsartikel 1973 bzw. 2001 aufgehoben wurden, führt die Helvetia Sacra nur geistliche Institutionen, die bis zu jenem Jahr in der Schweiz etabliert waren.

## Redaktion und Finanzierung
Redaktion und Sekretariat hatten ihren Sitz am Staatsarchiv Basel-Stadt.
- 1966–1974: Leitung durch Albert Bruckner
- 1974–2003: Leitende Redaktorin Brigitte Degler-Spengler
- 2003–2007: Petra Zimmer

Zum grössten Teil wurde das Werk vom Schweizerischen Nationalfonds zur Förderung der wissenschaftlichen Forschung finanziert. Von 1980 bis 2007 stand ausserdem die Helvetia Sacra-Stiftung zur Seite, sie erhielt Beiträge von Kantonen, Institutionen der katholischen Kirche, Banken und Privaten.
Von 1972 bis 2007 wurden die jährlichen Arbeitsberichte in der Schweizerischen Zeitschrift für Geschichte publiziert. Folgerichtig wurde die Helvetia Sacra von 1982 bis 2007 auch Sektion der Schweizerischen Gesellschaft für Geschichte.

## Kuratorium und Herausgeber
Das Kuratorium der Helvetia Sacra, das die Bände herausgab, wurde stets von mindestens sieben in der Schweiz tätigen Historikern gebildet. Diese, oft Universitätsprofessoren und Archivare in den vier Landesteilen, stellten auch die Kontakte zu ihren Universitäten, Archiven und Behörden her.
Kuratoriumspräsidenten waren:
- 1964–1976: Albert Bruckner, Basel
- 1976–1985: Dietrich Schwarz, Zürich
- 1985–1994: Laurette Wettstein, Lausanne
- 1994–2002: Fritz Glauser, Luzern
- 2000–2007: Anton Gössi, Luzern

Verlegt wurden die Bände von
- 1972–1986 im A. Francke Verlag, Bern
- 1988–1997 im Verlag Helbing und Lichtenhahn, Basel und Frankfurt am Main
- 1998 im Schwabe Verlag, Basel

## Chronik und Ausgaben
Das zweibändige Handbuch «Helvetia Sacra» von Egbert Friedrich von Mülinen war 1858 und 1861 in Bern erschienen. Rudolf Henggeler, Stiftsarchivar des Klosters Einsiedeln, wollte dieses hundert Jahre später in drei Bänden neu herausgeben. Als er 1961 die ersten Faszikel publizierte, wurden diese kritisch aufgenommen. Auf Anregung des Schweizerischen Nationalfonds zur Förderung der wissenschaftlichen Forschung sollte ein «Kuratorium zur Revision der Helvetia Sacra» Literatur und archivalische Belege ergänzen. Diesem Kuratorium gehörten an: Georg Boner, Albert Bruckner (Präsident), Anton Largiadèr, Henri Meylan, Dietrich Schwarz und Oskar Vasella. Es wurde schnell deutlich, dass es mit einer Überarbeitung allein nicht getan sei. Im November 1964 wurde das Forschungsgesuch, dass das Kuratorium beim Schweizerischen Nationalfonds eingereicht hatte, genehmigt – es sah die völlige Neubearbeitung unter Berücksichtigung der archivalischen Quellen vor. Dies war der Anfang der neuen Helvetia Sacra.
Die kirchlichen Institutionen sind im Handbuch in neun sog. Abteilungen eingeordnet, die mit römischen Ziffern nummeriert wurden.
Die zehnte Abteilung beinhaltet das Abschlusswerk, den Index.
- Abteilung I: Erzbistümer und Bistümer
  - Band 1: Schweizerische Kardinäle. Das Apostolische Gesandtschaftswesen in der Schweiz. Erzbistümer und Bistümer I (Aquileja, Basel, Besançon, Chur), bearbeitet von mehreren Autoren, redigiert von Albert Bruckner, Bern, 1972
  - Band 2: Erzbistümer und Bistümer II. Das Bistum Konstanz. Das Erzbistum Mainz. Das Bistum St. Gallen, bearbeitet von mehreren Autoren, redigiert von Brigitte Degler-Spengler, Basel/Frankfurt am Main, 1993
  - Band 3: Erzbistümer und Bistümer III. Das Bistum Genf. Das Erzbistum Vienne-Dauphiné, von Louis Binz, Jean Emery und Catherine Santschi, redigiert von Jean-Pierre Renard, Bern, 1980 (im Original Volume 3: Archidiocèses et diocèses III. Le diocèse de Genève. L’archidiocèse de Vienne en Dauphiné, par Louis Binz, Jean Emery et Catherine Santschi, rédaction Jean-Pierre Renard, Berne, 1980)
  - Band 4: Erzbistümer und Bistümer IV. Das Bistum Lausanne (VI. Jahrhundert bis 1821), Lausanne und Genf (1821–1925) und Lausanne, Genf und Fribourg (seit 1925), Autorengruppe, redigiert von Patrick Braun, Basel/Frankfurt am Main, 1988 (im Original Volume 4: Archidiocèses et diocèses IV. Le diocèse de Lausanne (VIe siècle–1821), de Lausanne et Genève (1821–1925) et de Lausanne, Genève et Fribourg (depuis 1925), par un groupe d’auteurs, rédaction Patrick Braun, Bâle/Francfort-sur-le-Main, 1988)
  - Band 5 / Volume 5: Erzbistümer und Bistümer V / Archidiocèses et diocèses V. Das Bistum Sitten / Le diocèse de Sion. Das Erzbistum von Tarentaise / L’archidiocèse de Tarentaise, bearbeitet von mehreren Autoren / par un groupe d’auteurs, redigiert von / rédaction Patrick Braun, Brigitte Degler-Spengler, Elsanne Gilomen-Schenkel, Basel 2001
  - Band 6: Erzbistümer und Bistümer VI. Die Diözese Como. Das Erzbistum Görz. Die apostolische Verwaltung des Tessins, dann Diözese Lugano. Das Erzbistum Mailand. Verschiedene Autoren, redigiert von Patrick Braun und Hans-Jörg Gilomen, Basel/Frankfurt am Main, 1989 Das Erzbistum Mailand. (im Original Volume 6: Arcidiocesi e diocesi VI. La diocesi di Como. L’arcidiocesi di Gorizia. L’amministrazione apostolica ticinese, poi diocesi di Lugano. L’arcidiocesi di Milano, autori vari, redazione Patrick Braun e Hans-Jörg Gilomen, Basilea/Francoforte sul Meno 1989.)
- Abteilung II: Kollegiatstifte
- Abteilung III: Die Orden mit Benediktinerregel
- Abteilung IV: Die Orden mit Augustinerregel
- Abteilung V: Der Franziskusorden
- Abteilung VI: Die Karmeliter in der Schweiz
- Abteilung VII: Die Regularkleriker
- Abteilung VIII: Die Kongregationen in der Schweiz
- Abteilung IX: Die Humiliaten in der italienisch-sprachigen Schweiz und Die Beginen und Begarden in der Schweiz
- Abteilung X: Register, bearbeitet von Arthur Bissegger, Patrick Braun, Elsanne Gilomen-Schenkel, Doris Tranter und Petra Zimmer, mit CD-ROM, Basel 2007, ISBN 978-3-7965-2295-6